# Lev Knipper
Lev Konstantínovitx Knipper (rus: Лев Константинович Книппер; Tbilisi, 3 de desembre de 1898 – Moscou 30 de juliol de 1974) va ser un compositor soviètic d'origen alemany, nomenat Artista del Poble de la Unió Soviètica el 1974, així com dues vegades Premis Stalin de segon grau. A més, va ser un agent actiu de l'OGPU-NKVD, la policia secreta soviètica.

## Biografia
Lev Knipper va néixer a Tbilisi. Era nebot de l'actriu Olga Knipper, l'esposa d'Anton Txékhov. La seva germana gran, Olga Txékhova, casada amb Mikhaïl Txékhov, també va ser actriu i agent de l'NKVD.
Mentre estudiava secundària a Petrograd va voler tocar tots els instruments de l'orquestra del centre. De caràcter díscol, canviava sovint d'afecció. Quan els seus pares li van posar un professor de piano particular, en obligar-lo aquest a fer escales, després d'haver-se acostumat a la llibertat i la innovació que li oferia l'orquestra, es rebel·là, cessant així les classes de piano. El 1915 es traslladà de Petrograd a Moscou per estudiar. Als 17 anys fugí del centre de secundària on estudiava per allistar-se a l'exèrcit; però les autoritats van enviar-lo de nou a l'institut. Finalment, ingressà al Col·legi Superior Tècnic de Moscou, on el destinaren a una unitat de reserva; i quan arribà al front, l'enviaren a l'Escola d'Artilleria a Cavall d'Orel com a aspirant a oficial.
Durant la Guerra Civil Russa, Lev Knipper lluità amb l'Exèrcit Blanc. Formà part de les tropes que van retirar-se a Crimea a la tardor de 1919. Abandonà Rússia amb la resta de les forces del baró Wrangel el 1920, dirigint-se a Gal·lípoli Malgrat les penoses circumstàncies en què es trobava a Turquia, aconseguí posar-se en contacte amb la seva tia, Olga (Òlia) Knipper, que es trobava de gira als Balcans. Finalment, va aconseguir reunir-se amb la tia Òlia i la seva companyia de teatre a Zagreb. Tornà a Rússia el maig de 1922. Donada la seva condició de blanc no podia ser admès a cap escola oficial, però Òlia aconseguí que Ielena Gnesinali oferís treball com a administrador de l'edifici de l'escola i li donés classes particulars. A més, va ser entrevistat en diverses ocasions per l'OGPU, sent reclutat pel seu departament d'estrangers. No és segur si se l'obligà a reclutar a la seva germana Olga. No hi ha proves que arribés a denunciar a col·legues compositors o músics durant els períodes de les repressions.
Estudià música a Moscou amb Reinhold Glière i a l'Escola de Música Gnessin. Durant la dècada de 1920 treballà al Teatre de l'Art de Moscou amb Vladímir Nemiróvitx-Dàntxenko i amb Konstantín Stanislavski. El setembre del 1922 marxà amb el Teatre de l'Art a una gira per l'Europa Occidental i els Estats Units. Segons sembla, per a Knipper el viatge va ser una pantalla de fum per a una missió secreta de l'OGPU, havent de posar-se en contacte amb la seva germana Olga i d'informar de les activitats que els exiliats blancs feien a Alemanya.
El 1934 va escriure la seva Quarta Simfonia, que inclou la cançó Poliuxko Pole, amb lletra de Víktor Gussev, dedicada a Kliment Voroixílov. La música esdevingué una de les cançons de marxa del Cor de l'Exèrcit Roig. Knipper no patí els atacs d'Andrei Jdànov, qui censurà a altres compositors.
D'acord amb documents secrets fets públics el 2008, durant la Segona Guerra Mundial va existir un pla secret a la Unió Soviètica dissenyat pel Kremlin en cas que Moscou hagués caigut en mans alemanyes. Sota aquest pla, ballarines i acròbates de circ anirien armats amb granades i pistoles i haurien d'assassinar generals alemanys si intentaven organitzar concerts o d'altres celebracions en conquerir la ciutat. Lev Knipper hauria hagut d'assassinar Hitler si en tenia l'oportunitat.
Muntanyenc experimentat, ascendí el mont Elbrús, al Caucas, el pic més alt d'Europa. Fins al 1949 Lev Knipper va seguir a les ordres del general Sudoplàtov, car havien d'identificar els russos establerts a l'estranger. Però un cop acabada la guerra, l'NKVD ja no tornà a requerir els seus serveis. el 1948, quan l'estalinisme tornà a entrar en un nou període maniàtic, Lev Knipper va perdre el favor de les autoritats, segons sembla perquè havia parlat a favor de Prokófiev i de Xostakóvitx.
Knipper va ser un treballador prolífic. Va escriure 5 òperes, incloent-hi una basada en El Petit Príncep, 20 simfonies, ballets, concerts per a piano i música pel cinema. El 1943 se'l convidà a participar en el concurs per crear el nou himne de la Unió Soviètica, encara que la seva composició no resultà escollida. També estudià etnomusicologia a les repúbliques de l'Àsia central i investigà la música popular del Turkmenistan, del Kirguizstan i del Tadjikistan.
Lev Knipper va compondre de manera obsessiva fins a la mort, el juliol de 1974 a Moscou. Pocs dies abans havia rebut el títol d'Artista del Poble de la Unió Soviètica.

## Obres

### Simfonies
- Simfonia núm. 1 opus 13 (1927)
- Simfonia núm. 2 "Lírica" opus 30 (1928-1932)
- Simfonia núm. 3 "L'Exèrcit de l'Extrem Orient", per solista, cor masculí, banda militar i orquestra, opus 32 (1932-1933)
- Simfonia núm. 4 "Poema pels lluitadors del Komsomol" en re major per solista, cor i orquestra, opus 41 (1933-1934)
- Simfonia núm. 5 "Poema Líric", opus 42 (1933-1934)
- Simfonia núm. 6 en mi major "La Cavalleria Roja" (1936-1938)
- Simfonia núm. 7 en re major "Militària" (1938)
- Simfonia núm. 8 (1943)
- Simfonia núm. 9 (1945)
- Simfonia núm. 10 (1946)
- Simfonia núm. 11 (1946)
- Simfonia núm. 12 (1947)
- Simfonia núm. 13 (1947)
- Simfonia núm. 14 (1954)
- Simfonia núm. 15 per a violí i orquestra (1962)
- Simfonia núm. 16 (1966)
- Simfonia núm. 17 "Lenin", per solistes i orquestra (1970)
- Simfonia núm. 18 per a veus femenines i orquestra (1971)
- Simfonia núm. 19 (1971)
- Simfonia núm. 20 per a violí, violoncel i orquestra (1972-1973)

### Ballets d'òpera
- Candide, sobre la novel·la homònima de Voltaire (1927)

### Òpera
- Vent del nord, amb llibret de Vladimir Kirxón (1930)
- Les ciutats i els anys, sobre la novel·la de Konstantin Fedin (1931)
- Actriu (1942)
- El llac Baikal (1948)
- Les arrels de la vida (1958)
- Murat (1959)
- El Petit Príncep, òpera poema sobre la novel·la homònima de A. De Saint-Exupéry (1959)
- Andrei Sokolov, òpera històrica basada en una història de Mikhaïl Xólokhov

### Ballet
- La font de la felicitat (1951)
- La Bella Angara (1959)

### Concerts

#### Per solistes, cor i orquestra
Cantates
- La primavera (1947)
- L'amistat és inviolable (1954)

Per a cor i orquestra
- Obertura Guanyar

#### Per a orquestra simfònica
- Suite El conte del déu de guix (1925)
- Suite Memòries, per a violí i orquestra (1932)

#### Suites
- 1a (1933)
- 2a (1933)
- 3a Vantx (1934)
- Squerzos turcs (1939)
- Imatges de Turkmenistan (1940)
- Mac, temes iranis (1942)
- Cançó del soldat (1946) – Premi Stalin el 1949